# Canon EF 800 мм
Canon EF 800 мм f/5.6L IS USM — сверхдлиннофокусный объектив с постоянным фокусным расстоянием семейства Canon EF компании Canon серии «L» с автофокусом, стабилизатором изображения и ультразвуковым приводом автофокусировки (USM) кольцевого типа. На 2016 год является объективом с самым большим фокусным расстоянием в линейке Canon EF среди объективов, выпуск которых продолжается, и доступных в розничной продаже.
Учитывая кроп-фактор 1,6×, характерного для неполнокадровых матриц формата APS-C цифровых зеркальных фотоаппаратов Canon EOS, например для Canon EOS 60D, угол изображения этого объектива для таких камер будет равен углу изображения объектива с фокусным расстоянием 1280 мм, установленного на полнокадровые фотоаппараты формата 135.

## История

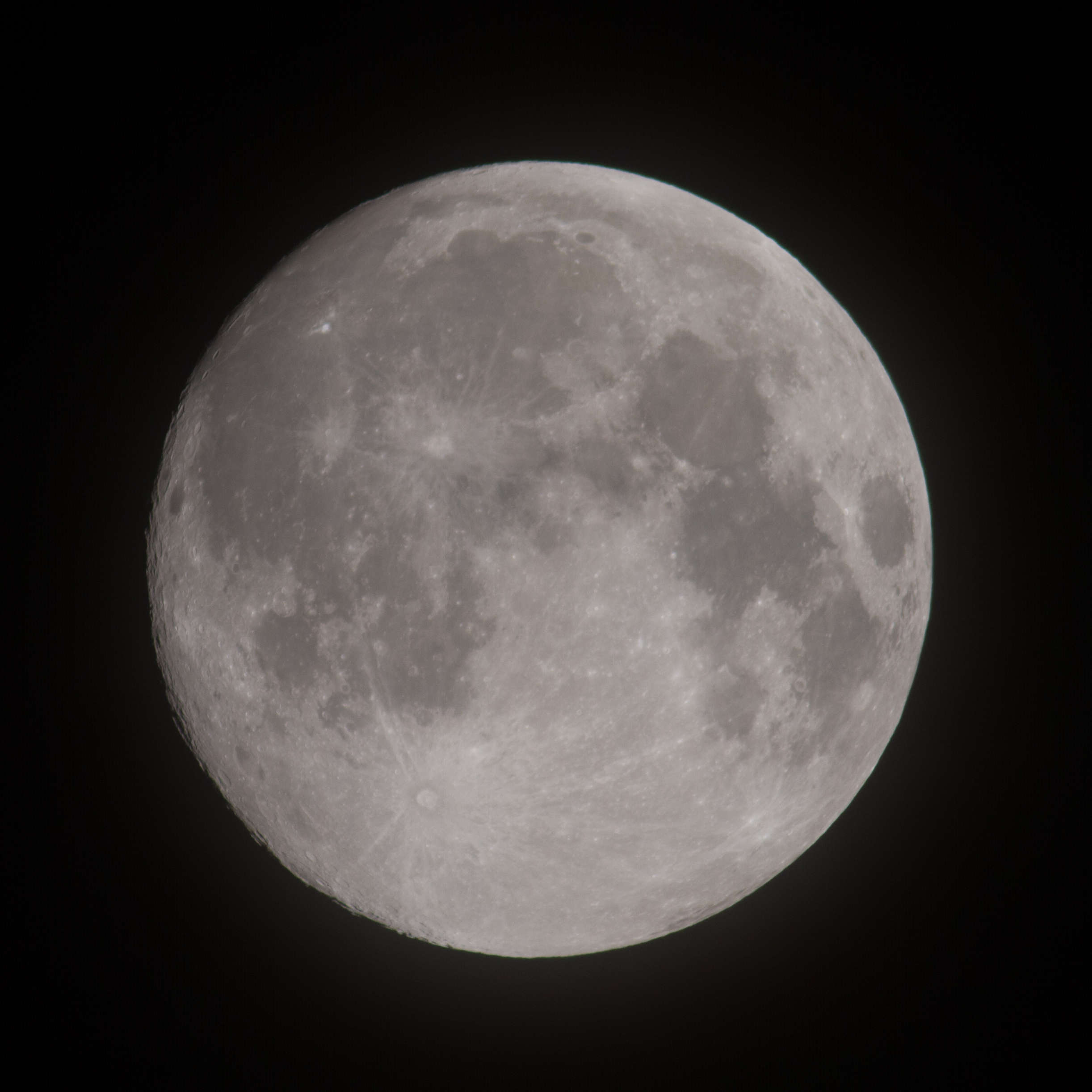
Луна, снятая на объектив с фокусным расстоянием 800 мм (400 мм с телеконвертером 2,0×)

- 2008, май: анонс объектива Canon EF 800 мм f/5.6L IS USM

## Характеристики

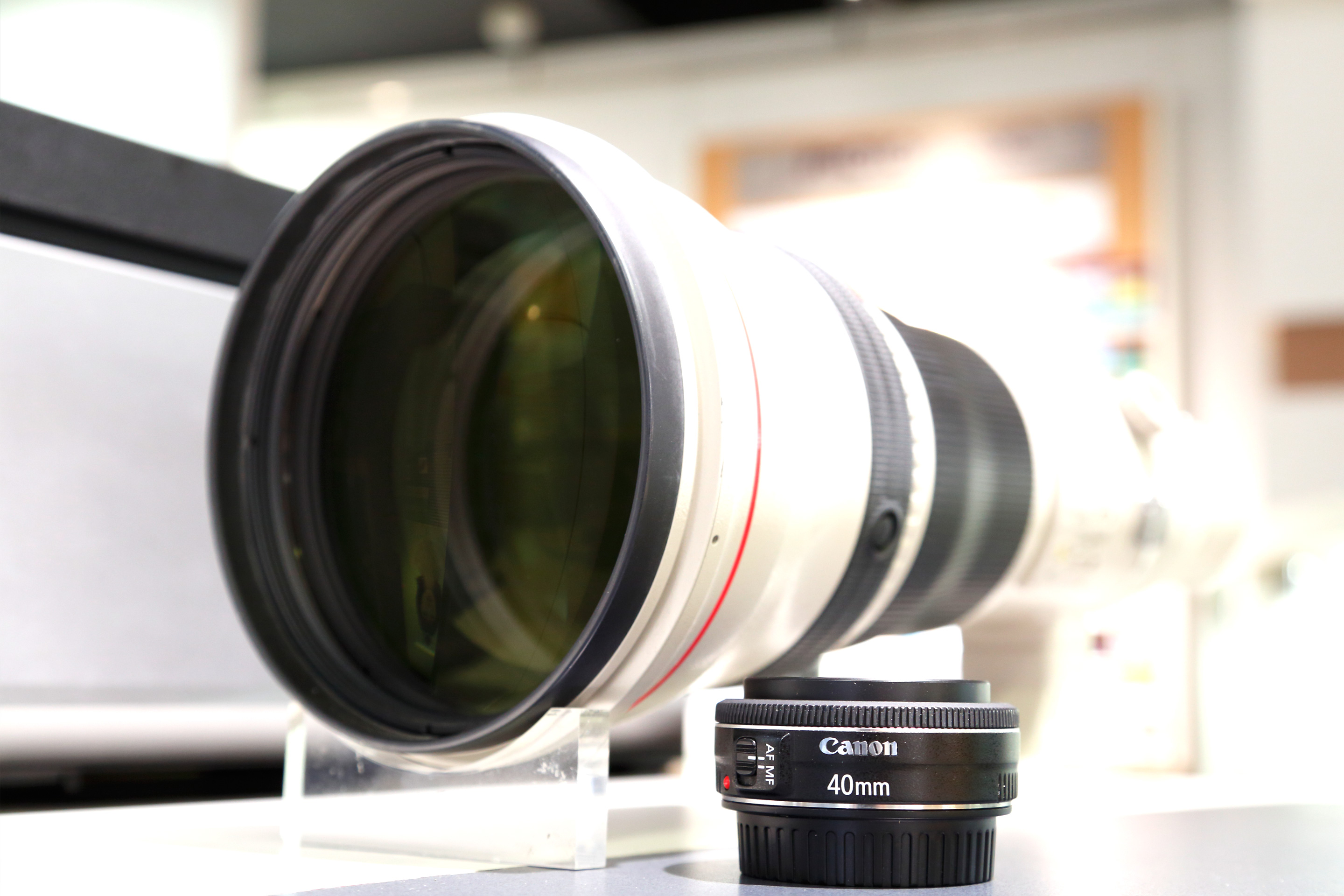
Объектив Canon EF 800 мм f/5.6L IS USM рядом с объективом Canon EF 40 мм f/2.8 STM

Объектив Canon EF 800 мм f/5.6L IS USM практически полностью сконструирован из магниевого сплава, переключатели выполнены из пластика. Оптическая схема включает 18 элементов в 14 группах, среди них два флюоритовых элемента, одна линза с низкой и одна линза с ультранизкой дисперсией (одна UD и одна Super UD), снижающие аберрации и искажения.
Благодаря наличию отдельной кнопки Focus Preset фотограф может по её нажатию вернуться на заранее установленное кольцом Playback ring значение дистанции фокусировки. Во время фокусировки передняя часть объектива остаётся неподвижной. Для вставных светофильтров диаметра 52 мм в специальной оправе имеется небольшой отсек около хвостовой части объектива. Объектив поставляется с собственным транспортировочным кейсом без колёс. Вес объектива 4,5 кг.
Имеются два режима стабилизации: стандартный IS MODE1; следящий со стабилизацией только по вертикали, для съёмок с проводкой IS MODE2. Эффективность стабилизации составляет 4 стопа.
Ограничитель дистанции фокусировки имеет три диапазона: от 6 м до 20 м; от 6 м до бесконечности; от 20 м до бесконечности.

## Совместимость
Объектив Canon EF 800 мм f/5.6L IS USM совместим с телеконвертерами Canon Extender EF. При использовании с экстендерами фокусировка на бесконечность невозможна. Для корректной передачи метаданных необходимо сначала подключить экстендер к объективу, а затем эту систему соединить с камерой.
При этом фокусное расстояние увеличивается до следующих значений:
- 1120 мм (1792 мм для кроп-матрицы 1,6×) f8,0 — с экстендером 1,4×
- 1600 мм (2560 мм для кроп-матрицы 1,6×) f11,0 — с экстендером 2,0×
- 2240 мм (3584 мм для кроп-матрицы 1,6×) f14,0 — при одновременном использовании экстендеров 1,4× и 2,0× (экстендер 1,4× устанавливается между объективом и 2,0×)

При совместном использовании с экстендером 1,4× максимальное значение диафрагмы снижается до f8,0 из-за чего автофокус поддерживается ограниченным перечнем моделей камер, таких как: Canon EOS-1D X Mark II, 1D X, 1D Mark IV, 5DS, 5D Mark IV, 5D Mark III с обновлённой прошивкой, 7D Mark II, 80D и прочими. При использовании других моделей фотоаппаратов (на 2016 год) остаётся только поддержка ручного фокуса MF. При использовании с экстендером 2,0× значение диафрагмы снижается до f11,0 из-за чего для всех моделей камер Canon остаётся только поддержка ручного фокуса MF.
Для съёмки в дикой природе сторонними компаниями производятся камуфляжные чехлы, которые защищают корпус объектива от царапин и позволяют фотографу не привлекать к себе внимание животных.

## Цена
В июне 2008 года объектив поступил в продажу по цене $11999. Спустя некоторое время стоимость снизилась и в 2010 году составила $10900. В 2015 году цена выросла до $12999.

## Конкуренты
- Sigma 300–800 mm f/5.6 EX HSM
- Nikon Nikkor 800 mm f/5.6 ED-IF (с ручной фокусировкой)
- Nikon Nikkor 800 mm f/8.0 ED-IF (с ручной фокусировкой)
- Nikon Nikkor 360–1200 mm f/11.0 ED (с ручной фокусировкой)

Линзовые малосветосильные зумы:
- Samyang 650—1300 мм f/8.0-16.0 MC IF (байонет Canon EF через Т-адаптер)

Зеркально-линзовые:
- Samyang 800mm f/8 (байонет Canon EF через Т-адаптер)

## Интересные факты
Из-за большого фокусного расстояния и отсутствия трансфокатора кадрирование во время съёмки может быть затруднительным. Чтобы внести незначительные изменения в компоновку кадра, фотограф блокирует штатив по нужной оси, а затем постукивает по камере, чтобы сместить ось в требуемую сторону, такой приём на жаргоне называется «ударной регулировкой» (percussive tuning или impact adjustment).